# Leichtathletik-Weltmeisterschaften 1991/100 m der Frauen

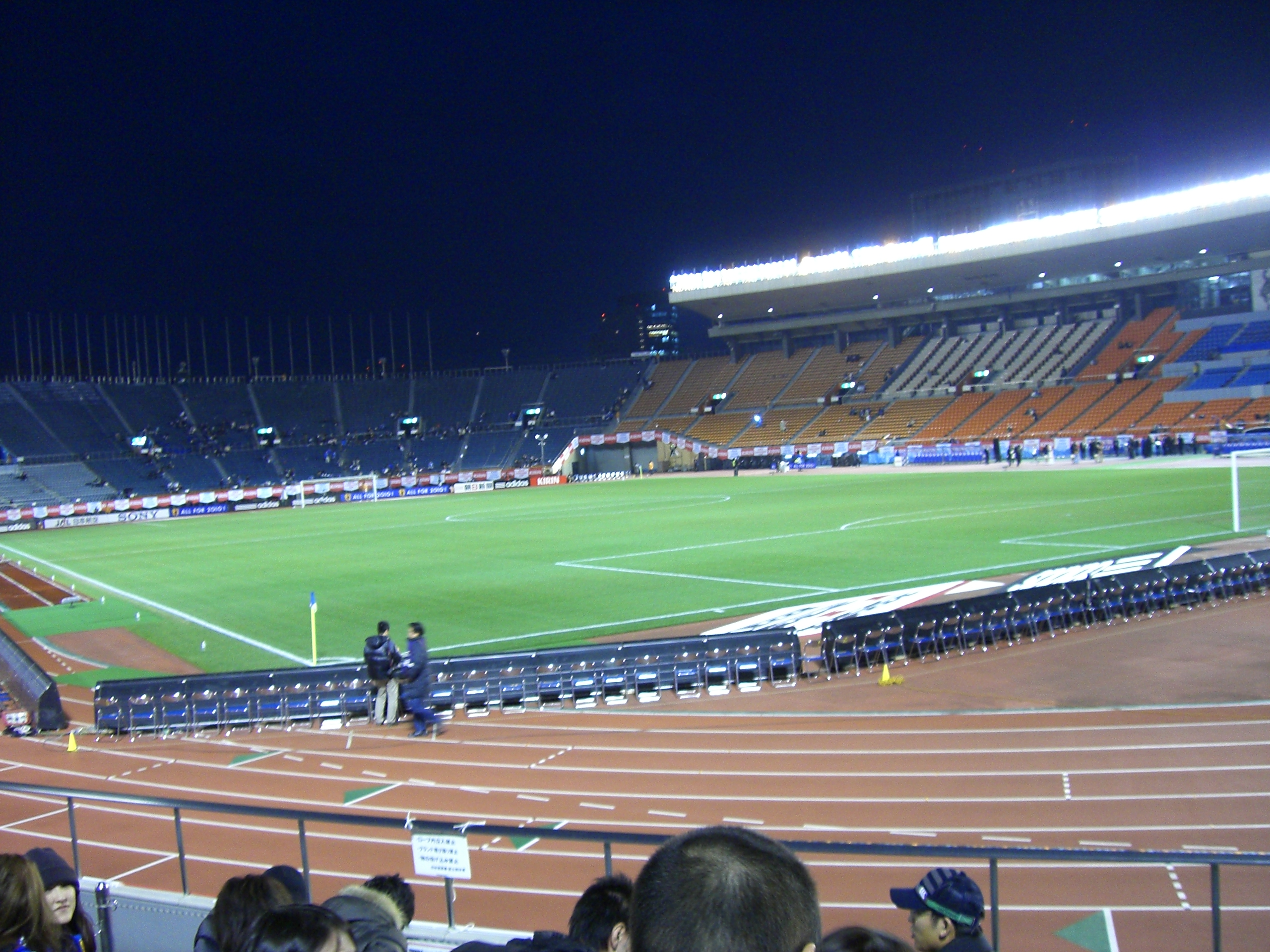
Das Olympiastadion in Tokio im Jahr 2008

Der 100-Meter-Lauf der Frauen bei den Leichtathletik-Weltmeisterschaften 1991 wurde am 26. und 27. August 1991 im Olympiastadion der japanischen Hauptstadt Tokio ausgetragen.
Weltmeisterin wurde die amtierende Europameisterin über 100 und 200 Meter – 1990 noch für die DDR – Katrin Krabbe aus Deutschland. Sie gewann hier drei Tage später auch den 200-Meter-Lauf und errang am Schlusstag noch zweimal Bronze mit den beiden deutschen Staffeln. Den zweiten Rang belegte wie auch drei Tage darauf über 200 Meter die US-Amerikanerin Gwen Torrence. Bronze ging an die eigentliche Favoritin Merlene Ottey aus Jamaika. Auch über 200 Meter gab es für sie hier in Tokio wieder Bronze. Gold errang sie am Schlusstag mit der 4-mal-100-Meter-Staffel ihres Landes. In den Jahren ab 1980 hatte sie drei olympische Bronzemedaillen über 100 und 200 Meter errungen, war 1983 Vizeweltmeisterin über 200 Meter und Dritte mit ihrer Staffel geworden und hatte 1987 wiederum jeweils WM-Bronze über 100 und 200 Meter gewonnen.

## Rekorde

### Bestehende Rekorde
| Weltrekord               | 10,49 s | Florence Griffith-Joyner | Indianapolis, USA       | 16. Juli 1988   |
| Weltmeisterschaftsrekord | 10,90 s | Silke Gladisch           | WM 1987 in Rom, Italien | 30. August 1987 |

### Rekordverbesserung
Die Windbedingungen waren in zahlreichen Rennen nicht günstig, allzu oft hatten die Sprinterinnen mit Gegenwind zu kämpfen. Am stärksten betroffen war das Finale, dort blies den Läuferinnen ein Wind von 3,0 Metern pro Sekunde entgegen.
Dennoch gelang es der späteren Bronzemedaillengewinnerin Merlene Ottey aus Jamaika, den bestehenden WM-Rekord bei einem Rennen mit gemäßigtem Gegenwind um eine Hundertstelsekunde zu verbessern:

10,89 s – viertes Viertelfinale am 26. August (Wind: −0,1 m/s).

Im zweiten Halbfinalrennen am 27. August erzielte Ottey sogar 10,78 s, doch gab es hier ausnahmsweise Rückenwind, der mit 2,3 Metern pro Sekunde um 0,3 Sekunden über dem zulässigen Wert lag, sodass diese Zeit keinen Eingang in die Rekord- und Bestenlisten fand.

## Doping
In diesem Wettbewerb gab es einen Dopingfall.
Die sowjetische Läuferin Iryna Sljussar, die im Halbfinale ausgeschieden war, hatte Strychnin eingesetzt und wurde für drei Monate gesperrt. Ihr Resultat bei diesen Weltmeisterschaften wurde ihr aberkannt.
Leidtragende waren in erster Linie zwei Athletinnen
- Paula Thomas, spätere Paula Dunn, Großbritannien – sie schied im Viertelfinale aus, hätte aber als Vierte ihres Rennens im Halbfinale starten dürfen.
- Karen Clarke, Kanada – sie schied im Vorlauf aus, wäre jedoch über ihre Zeit im Viertelfinale startberechtigt gewesen.

## Vorrunde
26. August 1991, 10:45 Uhr
Die Vorrunde wurde in acht Läufen durchgeführt. Die ersten drei Athletinnen pro Lauf – hellblau unterlegt – sowie die darüber hinaus acht zeitschnellsten Läuferinnen – hellgrün unterlegt – qualifizierten sich für das Viertelfinale.

### Vorlauf 1
Wind: +1,0 m/s
| Platz | Name                   | Nation         | Zeit (s)                         |
| ----- | ---------------------- | -------------- | -------------------------------- |
| 1     | Carlette Guidry        | USA            | 11,21                            |
| 2     | Beverly Kinch          | Großbritannien | 11,50                            |
| 3     | Claudete Alves Piña    | Brasilien      | 11,71                            |
| 4     | Jatamsuren Otgonchineg | Mongolei       | 12,26                            |
| 5     | Jane Thondojee         | Mauritius      | 12,36                            |
| 6     | Tili Fata              | Westsamoa      | 13,31                            |
| DOP   | Iryna Sljussar         | Sowjetunion    | für das Viertelfinale zugelassen |

### Vorlauf 2
Wind: +1,8 m/s
| Platz | Name            | Nation      | Zeit (s) |
| ----- | --------------- | ----------- | -------- |
| 1     | Irina Priwalowa | Sowjetunion | 11,14    |
| 2     | Sisko Hanhijoki | Finnland    | 11,24    |
| 3     | Kerry Johnson   | Australien  | 11,26    |
| 4     | Cristina Castro | Spanien     | 11,55    |
| 5     | Rosanna Browne  | Anguilla    | 12,04    |
| 6     | Jabou Jawo      | Gambia      | 12,42    |
| 7     | Faouzia Djaffar | Komoren     | 14,69    |

### Vorlauf 3
Wind: −0,8 m/s
| Platz | Name             | Nation              | Zeit (s) |
| ----- | ---------------- | ------------------- | -------- |
| 1     | Evelyn Ashford   | USA                 | 11,16    |
| 2     | Juliet Cuthbert  | Jamaika             | 11,22    |
| 3     | Tian Yumei       | Volksrepublik China | 11,55    |
| 4     | Sabine Richter   | Deutschland         | 11,64    |
| 5     | Mariama Ouiminga | Burkina Faso        | 12,26    |
| 6     | Joy-Ann Eli      | Barbados            | 12,42    |
| 7     | Sherlete Barrow  | Belize              | 12,66    |
| 8     | Mpoka Mokosi     | Zaire               | 12,99    |

### Vorlauf 4
Wind: −0,8 m/s
| Platz | Name                 | Nation                       | Zeit (s) |
| ----- | -------------------- | ---------------------------- | -------- |
| 1     | Beverly McDonald     | Jamaika                      | 11,45    |
| 2     | Laurence Bily        | Frankreich                   | 11,51    |
| 3     | Andrea Philipp       | Deutschland                  | 11,72    |
| 4     | Wang Huei-Chen       | Chinesisch Taipeh            | 11,77    |
| 5     | My Linh Truong Hoang | Vietnam                      | 12,02    |
| 6     | Gisèle Ongolo        | Gabun                        | 12,32    |
| 7     | Denise Ouabangui     | Zentralafrikanische Republik | 12,69    |
| 8     | Erin Tierney         | Cookinseln                   | 13,45    |

### Vorlauf 5
Wind: −0,1 m/s
| Platz | Name               | Nation         | Zeit (s) |
| ----- | ------------------ | -------------- | -------- |
| 1     | Katrin Krabbe      | Deutschland    | 11,23    |
| 2     | Beatrice Utondu    | Nigeria        | 11,51    |
| 3     | Stephanie Douglas  | Großbritannien | 11,66    |
| 4     | Govindasamy Shanti | Malaysia       | 11,80    |
| 5     | Gailey Dube        | Simbabwe       | 12,25    |
| 6     | Deirdre Caruana    | Malta          | 12,71    |
| 7     | Lusia Puleanga     | Tonga          | 13,21    |

### Vorlauf 6
Wind: +1,0 m/s
| Platz | Name              | Nation         | Zeit (s) |
| ----- | ----------------- | -------------- | -------- |
| 1     | Mary Onyali       | Nigeria        | 11,27    |
| 2     | Pauline Davis     | Bahamas        | 11,32    |
| 3     | Paula Thomas      | Großbritannien | 11,54    |
| 4     | Lalao Ravaonirina | Madagaskar     | 11,74    |
| 5     | Aminata Konate    | Guinea         | 12,19    |
| 6     | Feroza Khatton    | Bangladesch    | 12,67    |
| 7     | Laure Kuetey      | Benin          | 13,01    |
| 8     | Trudy Duburiya    | Nauru          | 14,34    |

### Vorlauf 7
Wind: +1,2 m/s
| Platz | Name                 | Nation       | Zeit (s) |
| ----- | -------------------- | ------------ | -------- |
| 1     | Merlene Ottey        | Jamaika      | 11,06    |
| 2     | Paraskevi Patoulidou | Griechenland | 11,42    |
| 3     | Natalja Kowtun       | Sowjetunion  | 11,44    |
| 4     | Rossella Tarolo      | Italien      | 11,64    |
| 5     | Michelle Seymour     | Neuseeland   | 11,77    |
| 6     | Fornie Conteh        | Sierra Leone | 13,72    |
| DNS   | Miss Sabra           | Afghanistan  |          |

### Vorlauf 8
Wind: −1,3 m/s
| Platz | Name              | Nation             | Zeit (s)                                            |
| ----- | ----------------- | ------------------ | --------------------------------------------------- |
| 1     | Gwen Torrence     | USA                | 11,51                                               |
| 2     | Liliana Allen     | Kuba               | 11,59                                               |
| 3     | Rufina Ubah       | Nigeria            | 11,72                                               |
| 4     | Karen Clarke      | Kanada             | 11,98 eigentlich für das Viertelfinale qualifiziert |
| 5     | Rita Alcazar      | Panama             | 12,49                                               |
| 6     | Fathimath Fezleen | Malediven          | 13,08                                               |
| 7     | Tehani Kirby      | Nördliche Marianen | 14,12                                               |

## Viertelfinale
26. August 1991, 16:20 Uhr
Aus den vier Viertelfinalläufen qualifizierten sich die jeweils ersten vier Athletinnen – hellblau unterlegt – für das Halbfinale.

### Viertelfinallauf 1
Wind: −0,4 m/s
| Platz | Name                 | Nation              | Zeit (s)                                         |
| ----- | -------------------- | ------------------- | ------------------------------------------------ |
| 1     | Katrin Krabbe        | Deutschland         | 10,91                                            |
| 2     | Carlette Guidry      | USA                 | 11,21                                            |
| 3     | Paraskevi Patoulidou | Griechenland        | 11,47                                            |
| 4     | Paula Thomas         | Großbritannien      | 11,51 eigentlich für das Halbfinale qualifiziert |
| 5     | Tian Yumei           | Volksrepublik China | 11,52                                            |
| 6     | Claudete Alves Piña  | Brasilien           | 11,81                                            |
| 7     | Lalao Ravaonirina    | Madagaskar          | 11,81                                            |
| DOP   | Iryna Sljussar       | Sowjetunion         | für das Halbfinale zugelassen                    |

### Viertelfinallauf 2
Wind: −0,5 m/s
| Platz | Name              | Nation            | Zeit (s) |
| ----- | ----------------- | ----------------- | -------- |
| 1     | Evelyn Ashford    | USA               | 11,09    |
| 2     | Juliet Cuthbert   | Jamaika           | 11,12    |
| 3     | Mary Onyali       | Nigeria           | 11,20    |
| 4     | Natalja Kowtun    | Sowjetunion       | 11,43    |
| 5     | Laurence Bily     | Frankreich        | 11,45    |
| 6     | Stephanie Douglas | Großbritannien    | 11,58    |
| 7     | Sabine Richter    | Deutschland       | 11,66    |
| 8     | Wang Huei-Chen    | Chinesisch Taipeh | 11,79    |

### Viertelfinallauf 3
Wind: −2,2 m/s
| Platz | Name               | Nation      | Zeit (s) |
| ----- | ------------------ | ----------- | -------- |
| 1     | Irina Priwalowa    | Sowjetunion | 11,22    |
| 2     | Pauline Davis      | Bahamas     | 11,30    |
| 3     | Beatrice Utondu    | Nigeria     | 11,40    |
| 4     | Beverly McDonald   | Jamaika     | 11,44    |
| 5     | Sisko Hanhijoki    | Finnland    | 11,52    |
| 6     | Rossella Tarolo    | Italien     | 11,75    |
| 7     | Andrea Philipp     | Deutschland | 11,80    |
| 8     | Govindasamy Shanti | Malaysia    | 11,89    |

### Viertelfinallauf 4

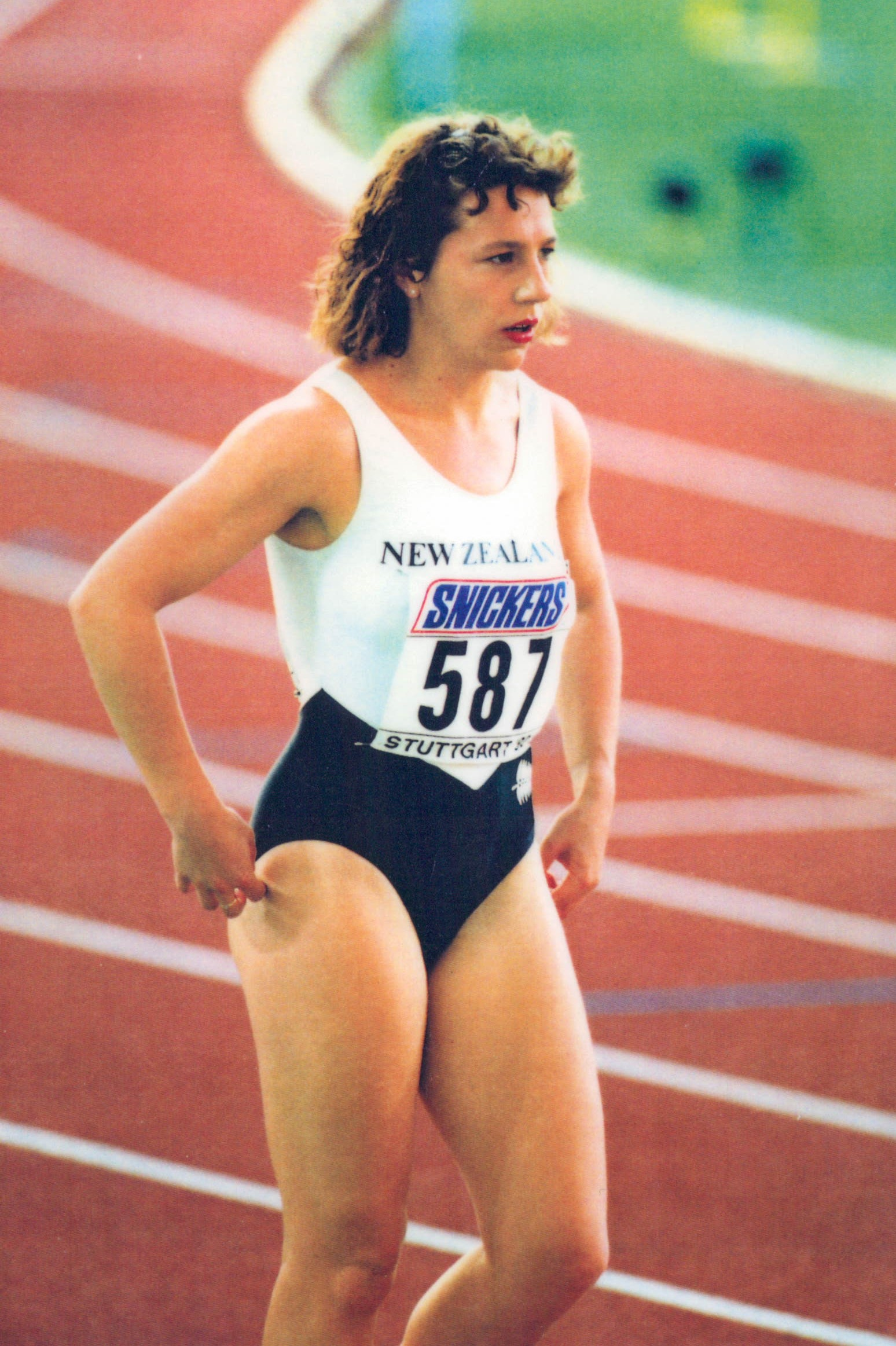
Michelle Seymour schied als Achte ihres Viertelfinallaufs aus

Wind: −0,1 m/s
| Platz | Name             | Nation         | Zeit (s) |
| ----- | ---------------- | -------------- | -------- |
| 1     | Merlene Ottey    | Jamaika        | 10,89 CR |
| 2     | Gwen Torrence    | USA            | 10,99    |
| 3     | Kerry Johnson    | Australien     | 11,27    |
| 4     | Liliana Allen    | Kuba           | 11,40    |
| 5     | Beverly Kinch    | Großbritannien | 11,45    |
| 6     | Rufina Ubah      | Nigeria        | 11,54    |
| 7     | Cristina Castro  | Spanien        | 11,71    |
| 8     | Michelle Seymour | Neuseeland     | 11,87    |

## Halbfinale
27. August 1991, 16:05 Uhr
Aus den beiden Halbfinalläufen qualifizierten sich die jeweils ersten vier Athletinnen – hellblau unterlegt – für das Finale.

### Halbfinallauf 1

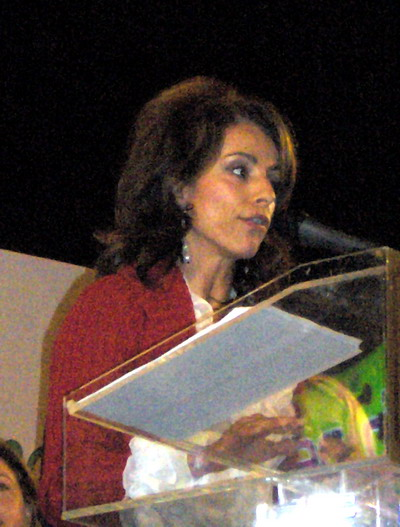
Paraskevi Patoulidou (hier im Jahr 2006) blieb als Achte ihres Halbfinalrennens chancenlos – im Jahr darauf wurde sie Olympiasiegerin über 110 Meter Hürden

Wind: −0,1 m/s
| Platz | Name            | Nation      | Zeit (s) |
| ----- | --------------- | ----------- | -------- |
| 1     | Katrin Krabbe   | Deutschland | 10,94    |
| 2     | Evelyn Ashford  | USA         | 11,08    |
| 3     | Juliet Cuthbert | Jamaika     | 11,13    |
| 4     | Carlette Guidry | USA         | 11,16    |
| 5     | Kerry Johnson   | Australien  | 11,38    |
| 6     | Liliana Allen   | Kuba        | 11,53    |
| 7     | Beatrice Utondu | Nigeria     | 11,58    |
| DOP   | Iryna Sljussar  | Sowjetunion |          |

### Halbfinallauf 2
Wind: +2,3 m/s
| Platz | Name                 | Nation       | Zeit (s) |
| ----- | -------------------- | ------------ | -------- |
| 1     | Merlene Ottey        | Jamaika      | 10,78    |
| 2     | Gwen Torrence        | USA          | 10,85    |
| 3     | Irina Priwalowa      | Sowjetunion  | 10,99    |
| 4     | Mary Onyali          | Nigeria      | 11,10    |
| 5     | Pauline Davis        | Bahamas      | 11,19    |
| 6     | Natalja Kowtun       | Sowjetunion  | 11,37    |
| 7     | Beverly McDonald     | Jamaika      | 11,46    |
| 8     | Paraskevi Patoulidou | Griechenland | 11,51    |

## Finale
27. August 1991, 18:20 Uhr
Wind: −3,0 m/s
| Platz | Name            | Nation      | Zeit (s) |
| ----- | --------------- | ----------- | -------- |
| 1     | Katrin Krabbe   | Deutschland | 10,99    |
| 2     | Gwen Torrence   | USA         | 11,03    |
| 3     | Merlene Ottey   | Jamaika     | 11,06    |
| 4     | Irina Priwalowa | Sowjetunion | 11,16    |
| 5     | Evelyn Ashford  | USA         | 11,30    |
| 6     | Juliet Cuthbert | Jamaika     | 11,33    |
| 7     | Mary Onyali     | Nigeria     | 11,39    |
| 8     | Carlette Guidry | USA         | 11,52    |

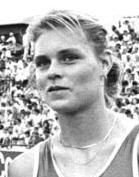
Überraschungsweltmeisterin Katrin Krabbe, amtierende Doppeleuropameisterin, errang die erste von zwei Goldmedaillen, außerdem gab es für sie noch zweimal Bronze – schon die kommende Saison brachte das dopingbedingte Ende ihrer Sportkarriere

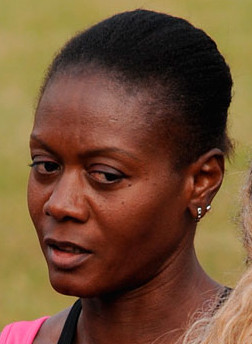
Merlene Ottey, seit 1980 vielfache Medaillengewinnerin bei Olympischen Spielen/Weltmeisterschaften und Toppfavoritin, musste sich wie später über 200 Meter mit Bronze begnügen, bevor sie am Schlusstag mit der 4-mal-100-Meter-Staffel ihres Landes Gold gewann
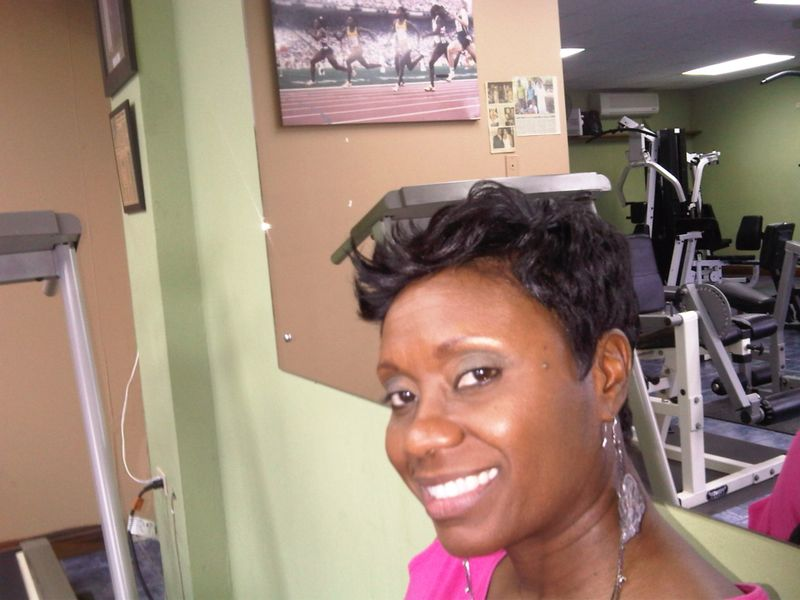
Juliet Cuthbert belegte Rang sechs
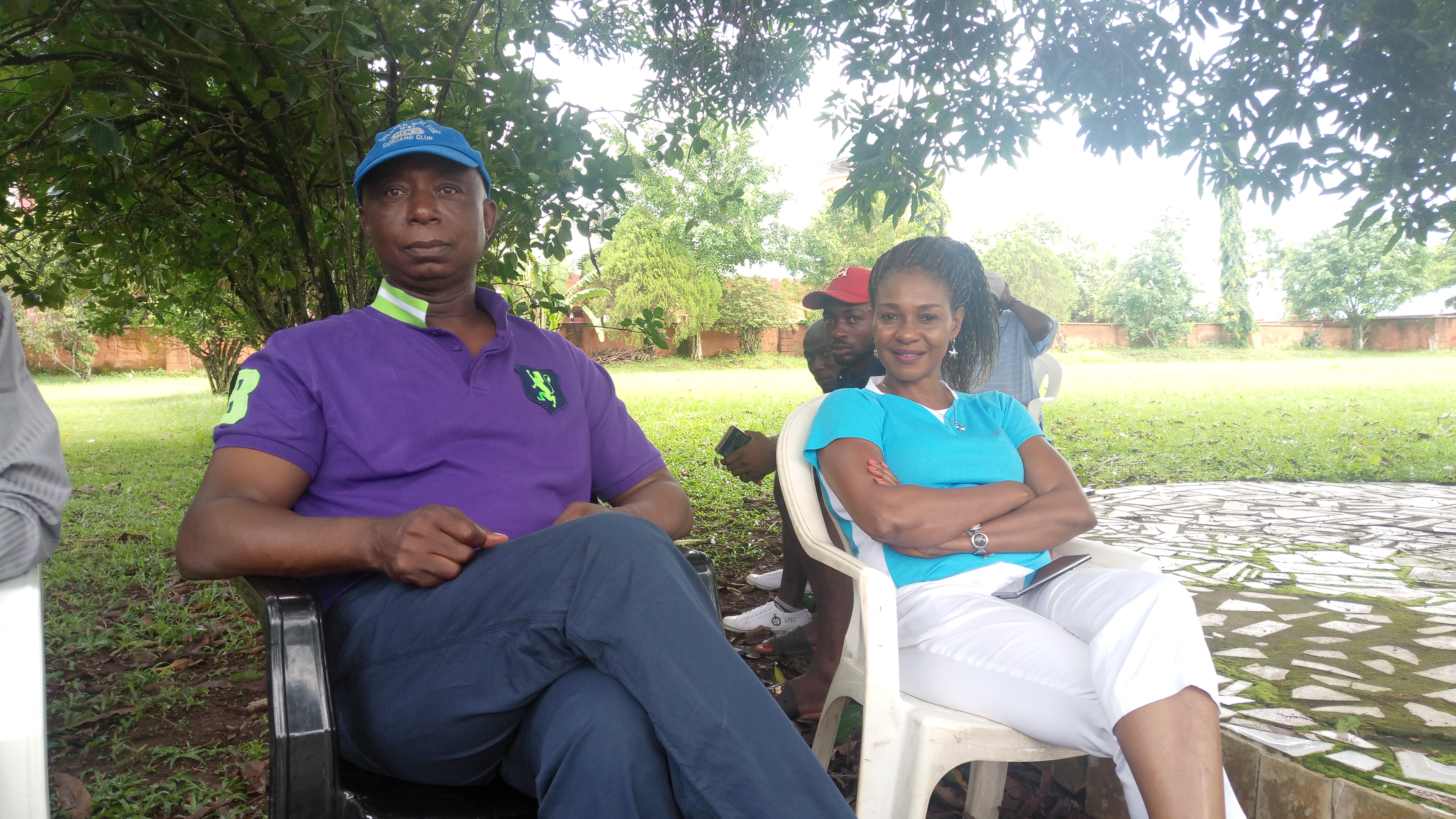
Mary Onyali (hier viele Jahre später mit ihrem Anwalt Ned Nwoko beim Ned Nwoko Golf Classic Tournament) erreichte Platz sieben

## Video
- Women's 100m Final World Champs in Tokyo 1991, Video veröffentlicht am 27. September 2015 auf youtube.com, abgerufen am 28. April 2020